# Хемсе
Хемсе (на шведски: Hemse) е град в югоизточна Швеция, лен Готланд, община Готланд. Той е вторият по големина град (след Висбю) на остров Готланд. През 19 век, Хемсе добива известност със своите пазари.